# Gramat
Gramat é uma comuna francesa na região administrativa de Occitânia, no departamento de Lot. Estende-se por uma área de 57,07 km². Em 2010 a comuna tinha 3 526 habitantes (densidade: 61,8 hab./km²).